# Obléhání Nikaie
Obléhání Nikaie probíhalo od 14. května do 19. června 1097, kdy se město vzdalo byzantským jednotkám. Obléhání bylo prvním úspěchem křížové výpravy, která probíhala v letech 1096–1099.
Poté, co byla většina křižáckého vojska převezena přes Bospor, pokračovala dále k Nikai, ke které dorazili pod vedením Godefroye z Bouillonu 6. května 1097. Postupně dorazili i ostatní vůdci výpravy. Křižáky doprovázel i dvoutisícový byzantský oddíl vedený Butumitem a Tatikiem. Situace byla pro křižáky výhodná, protože samotné město bylo obsazeno nepříliš silnou posádkou. Jeho vládce sultán Kilič Arslan totiž potřeboval své vojsko na východě a navíc nepovažoval křižáky za nebezpečného nepřítele. Teprve po obležení města se rychle vrátil a pokusil se Nikaiu osvobodit. Jeho útok směřoval na oddíl Raimonda z Toulouse u jižních hradeb města. Provensálcům se podařilo útoku odolat a poté, co jim přišli na pomoc Robert Flanderský a Godefroy z Bouillonu, zahnali Turky na útěk. V boji padlo mnoho křižáků, mezi nimi i hrabě Balduin z Gentu. Mnoho dalších křižáků pak bylo zraněno. Obležení tak mohlo pokračovat a jeho dobytí se stalo už jen otázkou času, protože obránci už nemohli počítat s další pomocí.
| „                     | Nepřátelé stříleli na nás a my na ně a všichni se snažili obstát co nejlépe. Při útocích jsme nasadili stroje, ale silné hradby odolávaly a náš úder neuspěl. Šípy a kameny zabíjely jednoho Turka po druhém a hynuli i Frankové. ... Když zabili některého z našich mužů pod hradbami, spustili železné háky na provazech a vytáhli mrtvé tělo nahoru. ... Když mrtvolu obrali o šatstvo, hodili zpět dolů. | “ |
| — Fulcher ze Chartres | |   |

Situace obléhaných se dále zhoršila, když byzantský císař Alexios poslal na Askánské jezero lodě, které dokonale zablokovaly město a zabránily jeho zásobování. Posádka města pochopila, že kapitulace je nevyhnutelná a rozhodla se, že město vydá byzantincům. Po tajných jednáních a po přislíbení bezpečného odchodu turecké posádky, bylo město vydáno 19. června Butumitovi. Křižáci, kteří však o jednáních nic nevěděli se připravovali na závěrečný útok na město.
| „              | Butumites chtěl, aby si Keltové mysleli, že on dobyl město bojem, císařův plán na vydání města měl před nimi zůstat utajen. I císař si přál, aby Butumitovo jednání zůstalo před Kelty utajeno. Následujícího dne zazněl po obou stranách města válečný křik. Z jedné strany na souši zaháljili Keltové prudký útok, z druhé strany vystoupil Butumites na cimbuří, vztyčil na nich císařská žezla a vlajky a zvuky rohů a polnic vzdal poctu císaři. A tak vtáhlo celé římské vojsko do Nikaie. | “ |
| — Anna Komnéna | |   |

Po získání města ustanovil císař Butumita velitelem Nikaie. Když křižáci chtěli vstoupit do města, mohli tak učinit jen v malých skupinách. Toto jednání přispělo k rozčarování křižáků, kterým tak bylo odepřeno dobytí města a tím i podíl na získané kořisti.